# Coupe du Cameroun de volley-ball masculin
La Coupe du Cameroun de volley-ball masculin a vu le jour en 1980. L'organisation de la compétition est prise en charge par la Fédération camerounaise de volley-ball.

## Palmarès
| Année | Vainqueur          | Score                             | Finaliste                |
| ----- | ------------------ | --------------------------------- | ------------------------ |
| 1980  | Beaufort VB Douala |                                   |                          |
| 1981  | Beaufort VB Douala |                                   |                          |
| 1982  | Sonel VB Yaoundé   |                                   |                          |
| 1983  | Sonel VB Yaoundé   |                                   |                          |
| 1984  | Sonel VB Yaoundé   |                                   |                          |
| 1985  | Sonel VB Yaoundé   |                                   |                          |
| 1986  | Sonel VB Yaoundé   |                                   |                          |
| 1987  | Sonel VB Yaoundé   |                                   |                          |
| 1988  | Sonel VB Yaoundé   |                                   |                          |
| 1989  | Sonel VB Yaoundé   |                                   |                          |
| 1990  | Sonel VB Yaoundé   |                                   |                          |
| 1991  | Sonel VB Yaoundé   |                                   |                          |
| 1992  | Amacam VB Yaoundé  |                                   |                          |
| 1993  | Fap VB Yaoundé     |                                   |                          |
| 1994  | Amacam VB Yaoundé  |                                   |                          |
| 1995  | Sonel VB Yaoundé   |                                   |                          |
| 1996  | Sonel VB Yaoundé   |                                   |                          |
| 1997  | Sonel VB Yaoundé   |                                   |                          |
| 1998  | Port VB Douala     |                                   |                          |
| 1999  | Sonel Vb Yaoundé   |                                   |                          |
| 2000  | Port VB Douala     |                                   |                          |
| 2001  | Port VB Douala     |                                   |                          |
| 2002  | Fap VB Yaoundé     |                                   |                          |
| 2003  | Fap VB Yaoundé     |                                   |                          |
| 2004  | Port VB Douala     |                                   |                          |
| 2005  | Port VB Douala     |                                   | Mbalmayo Volleyball Club |
| 2006  | Fap VB Yaoundé     |                                   | Port VB Douala           |
| 2007  | Fap VB Yaoundé     |                                   | Port VB Douala           |
| 2008  | AES Sonel VB       | 3-2 17-25 25-18 18-25 26-24 15-13 | Port VB Douala           |
| 2009  | Fap VB Yaoundé     | 3-2                               | AES Sonel VB             |
| 2010  | Fap VB Yaoundé     | 3-1                               | Port VB Douala           |
| 2011  | Fap VB Yaoundé     | 3-1 25-18 31-33 25-21 25-19       | INJS VB Yaoundé          |
| 2012  | Fap VB Yaoundé     | 3-1                               | Port VB Douala           |
| 2013  | Bafia VB Évolution | 3-1 19-25 26-24 25-22 25-23       | Fap VB Yaoundé           |

## Palmarès par club
| Cl. | Club                 | Nombre de titres | Années de titres                                                                         |
| --- | -------------------- | ---------------- | ---------------------------------------------------------------------------------------- |
| 1   | AES SONEL VB Yaoundé | 15               | 1982, 1983, 1984, 1985, 1986, 1987, 1988, 1989, 1990, 1991, 2002, 1995, 1996, 1997, 2008 |
| 2   | FAP VB Yaoundé       | 9                | 1993, 2002, 2003, 2006, 2007, 2009, 2010, 2011, 2012                                     |
| 3   | Port VB Douala       | 5                | 1998, 2000, 2001, 2004, 2005                                                             |
| 5   | Beaufort VB Douala   | 2                | 1980, 1981                                                                               |
| -   | Amacam VB Yaoundé    | 2                | 1992, 1994                                                                               |
| 7   | Bafia VB Évolution   | 1                | 2013                                                                                     |